# Ueli Brasser

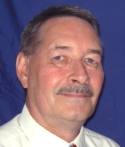
Ueli Brasser

Ulrich «Ueli» Brasser (* 16. September 1952 in Zürich; † 2. November 2010; heimatberechtigt in Churwalden) war ein Schweizer Politiker (SD).

## Leben
1969 zog die Familie ins Engadin, wo Brasser eine Lehre als Elektromonteur absolvierte. In Zürich erlangte er das Meisterdiplom. Anschliessend war er als Lehrlingsausbildner in einem elektrotechnischen Unternehmen tätig. Ab 1994 war er Fachlehrer an der Technischen Berufsschule Zürich (TBZ).
Von 2002 bis 2006 war er in der Kreisschulpflege im Schulkreis Uto. 2006 wurde er im Kreis 9 in den Gemeinderat der Stadt Zürich gewählt und 2010 bestätigt. Ab dem 1. Januar 2008 war er Zentralpräsident der Schweizer Demokraten.